# Guilherme Siqueira
Guilherme Magdalena Siqueira (Florianópolis, Brasil, 28 de abril de 1986) es un futbolista brasileño retirado que cuenta con pasaportes español e italiano.

## Trayectoria

### Comienzos
Debutó como profesional en 2002 en el Ipatinga brasileño; club por el que firmó cuando tenía 16 años. Del Ipatinga fue cedido al también brasileño Avaí.

### En Italia
En el año 2004 dio el saltó a Europa y pasó a militar en el filial del Inter de Milán hasta que fue comprado a medias por la Lazio y el Udinese, quien se hizo con todos sus derechos en 2009 después de que actuara cedido en el Ancona durante la temporada 2008-09.

### Granada CF
En la temporada 2010-2011 fue cedido al Granada CF, que militaba en Segunda División. Durante esa temporada el Granada terminó quinto y disputó la promoción de ascenso a Primera División consiguiendo el 18 de junio de 2011 el ascenso a Primera División.
De cara a la temporada 2011-12 en la máxima categoría, el equipo andaluz se hizo con sus servicios y en el verano de 2011 pasó a ser oficialmente jugador del Granada CF. Durante su primer año en la Primera División española Siqueira disputó 37 partidos jugando como lateral izquierdo y anotó siete goles, una cifra bastante elevada para tratarse de un defensa. Estas actuaciones despertaron el interés de varios equipos en hacerse con su fichaje pero finalmente las negociaciones no llegaron a buen puerto y Siqueira acabó firmando la ampliación de contrato con el Granada hasta 2017 con una cláusula de rescisión de 25 millones de euros.
Durante la temporada 2012-13 Siqueira continuó con su racha anotadora y volvió a anotar seis goles jugando como lateral izquierdo. De nuevo, durante el verano surgieron los rumores sobre su salida del club que, esta vez sí, acabaron con el lateral fuera del Granada.

### SL Benfica
El 2 de septiembre de 2013 Siqueira fue cedido durante una temporada al SL Benfica portugués. Fue durante esa temporada en la que Siqueira jugó sus primeros partidos de competición internacional. Debutó con el Benfica en la Liga de Campeones pero no pudo pasar de la fase de grupos acabando tercero y clasificándose para jugar la Europa League.
En las competiciones nacionales el Benfica tuvo grandes actuaciones que le llevaron a conquistar los tres títulos: Liga, Copa y Copa de la Liga. De esta manera, Siqueira estrenaba su palmarés por partida triple. En la Europa League consiguieron la clasificación para la final pero fueron derrotados por el Sevilla en la tanda de penaltis.

### Atlético de Madrid
En el mercado de verano de la temporada 2014-2015 firmó con el Atlético de Madrid por 4 años. El traspaso fue cercano a los 10 millones de euros. Debutó con el club rojiblanco el 19 de agosto en el partido de ida de la Supercopa de España en el empate a uno frente al Real Madrid. Empezó el partido como titular y fue sustituido en el minuto 64 por el también debutante Cristian Ansaldi. En el partido de vuelta también fue de nuevo titular y el Atlético de Madrid venció por uno a cero proclamándose así campeón de la Supercopa de España.
En el partido de ida de los cuartos de final de la Liga de Campeones, también contra el Real Madrid, Siqueira fue incluido en el equipo de la semana por la UEFA. El partido terminó empate a cero pero en la vuelta perdió por uno a cero y fue eliminado.
El 10 de mayo de 2015, a dos jornadas de finalizar la temporada, Siqueira anotó su primer gol con la camiseta del Atlético de Madrid. Fue frente al Levante en el minuto 35 colocando el empate a uno en el marcador. Finalmente el partido terminó empate a dos. Dos semanas después, al finalizar la temporada, el Atlético de Madrid empató a cero en Granada y consiguió el objetivo de quedar tercero en Liga y clasificarse para la Liga de Campeones.
La siguiente temporada no contó para Simeone, solo participó en un partido de Liga durante toda la primera vuelta, tres en Copa y tres en Champions, lo que propició que se le buscase una salida en el mercado de invierno.

### Valencia CF
En el mes de enero de 2016 el Valencia CF hace oficial la llegada del jugador de 29 años cedido por un año y medio (hasta junio de 2017), de la mano del nuevo director deportivo valencianista Jesús García Pitarch, para aportar veteranía a la plantilla y reforzar la banda zurda ante los problemas físicos de Gayà y la salida de Orban. Debutó en el Camp Nou en la fatídica ida de semifinales de Copa cayendo el equipo trágicamente goleado, y en Liga debutó con el Valencia en el Benito Villamarín el 7 de febrero. No convencieron sus primeras actuaciones y además arrastraba problemas físicos, pero poco a poco se fue apoderando de la banda izquierda valencianista. Jugó un total de 14 partidos de liga en la segunda vuelta y la grada valoró su entrega.

### Atlético de Madrid
Tras regresar al equipo madrileño, el club le rescindió el contrato, quedando libre sin equipo.

### Retirada
El 29 de agosto de 2018, Siqueira anunció su retirada de los terrenos de juego.

## Estadísticas

### Clubes
- Actualizado el 22 de agosto de 2016.[9]

| Club | Div           | Temporada | Liga  | Liga  | Copas nacionales(1) | Copas nacionales(1) | Torneos internacionales(2) | Torneos internacionales(2) | Total | Total | Media goleadora |
| Club | Div           | Temporada | Part. | Goles | Part.               | Goles               | Part.                      | Goles                      | Part. | Goles | Media goleadora |
| --- | ------------- | --------- | ----- | ----- | ------------------- | ------------------- | -------------------------- | -------------------------- | ----- | ----- | --------------- |
| Udinese · Italia |               |           |       |       |                     |                     |                            |                            |       |       |                 |
| 1ª | 2006-07       | 16        | 0     | 0     | 0                   | -                   | -                          | 16                         | 0     | 0     |                 |
| 1ª | 2007-08       | 4         | 0     | 5     | 0                   | -                   | -                          | 9                          | 0     | 0     |                 |
| Total club | Total club    | 20        | 0     | 5     | 0                   | -                   | -                          | 25                         | 0     | 0     |                 |
| Ancona · Italia |               |           |       |       |                     |                     |                            |                            |       |       |                 |
| 2ª | 2008-09       | 24        | 1     | 0     | 0                   | -                   | -                          | 24                         | 1     | 0,04  |                 |
| Total club | Total club    | 24        | 1     | 0     | 0                   | -                   | -                          | 24                         | 1     | 0,04  |                 |
| Udinese · Italia |               |           |       |       |                     |                     |                            |                            |       |       |                 |
| 1ª | 2009-10       | 3         | 0     | 0     | 0                   | -                   | -                          | 3                          | 0     | 0     |                 |
| Total club | Total club    | 3         | 0     | 0     | 0                   | -                   | -                          | 3                          | 0     | 0     |                 |
| Granada Club de Fútbol · España |               |           |       |       |                     |                     |                            |                            |       |       |                 |
| 2.ª | 2010-11       | 34        | 0     | 1     | 0                   | -                   | -                          | 35                         | 0     | 0     |                 |
| 1.ª | 2011-12       | 35        | 6     | 2     | 1                   | -                   | -                          | 37                         | 7     | 0,19  |                 |
| 1.ª | 2012-13       | 35        | 6     | 1     | 0                   | -                   | -                          | 36                         | 6     | 0,17  |                 |
| Total club | Total club    | 104       | 12    | 4     | 1                   | -                   | -                          | 108                        | 13    | 0,12  |                 |
| Benfica Portugal |               |           |       |       |                     |                     |                            |                            |       |       |                 |
| 1ª | 2013-14       | 18        | 1     | 5     | 0                   | 10                  | 0                          | 33                         | 1     | 0,03  |                 |
| Total club | Total club    | 18        | 1     | 5     | 0                   | 10                  | 0                          | 33                         | 1     | 0,03  |                 |
| Atlético de Madrid · España |               |           |       |       |                     |                     |                            |                            |       |       |                 |
| 1.ª | 2014-15       | 25        | 1     | 6     | 0                   | 6                   | 0                          | 37                         | 1     | 0,03  |                 |
| 1.ª | 2015-16       | 1         | 0     | 3     | 0                   | 3                   | 0                          | 7                          | 0     | 0     |                 |
| Total club | Total club    | 26        | 1     | 5     | 0                   | 10                  | 0                          | 33                         | 1     | 0,03  |                 |
| Valencia CF · España |               |           |       |       |                     |                     |                            |                            |       |       |                 |
| 1.ª | 2015-16       | 14        | 0     | 1     | 0                   | 15                  | 0                          | 0                          | 0     | 0     |                 |
| Total club | Total club    | 14        | 0     | 1     | 0                   | 0                   | 0                          | 15                         | 0     | 0     |                 |
| Total carrera | Total carrera | 195       | 15    | 23    | 1                   | 19                  | 0                          | 237                        | 16    | 0,07  |                 |
| (1) Incluye datos de Copa del Rey (2010-13) y (2014-16); Taça de Portugal (2013-14); Copa de la Liga de Portugal (2013-14); Supercopa de España (2014). (2) Incluye datos de Liga de Campeones (2013-16); Europa League (2013-14). |               |           |       |       |                     |                     |                            |                            |       |       |                 |

## Palmarés

### Títulos nacionales
| Título              | Club               | País     | Año  |
| ------------------- | ------------------ | -------- | ---- |
| Primeira Liga       | Benfica            | Portugal | 2014 |
| Copa de Portugal    | Benfica            | Portugal | 2014 |
| Copa de la Liga     | Benfica            | Portugal | 2014 |
| Supercopa de España | Atlético de Madrid | España   | 2014 |